# John Dowland
John Dowland (ur. w 1562 lub 1563 w Westminster (Anglia) lub w Dalkey (Irlandia); zm. 20 lutego 1626 lub 21 stycznia 1626 w Londynie) – angielski kompozytor schyłku renesansu, wirtuoz lutni.

## Życiorys
Informacji o młodości Dowlanda jest niewiele. W latach 1580–1586 służył na dworze ambasadorów angielskich we Francji. Nawrócił się wówczas na katolicyzm. Po powrocie do Anglii ożenił się i w 1588 r. uzyskał bakalaureat muzyczny na Uniwersytecie Oksfordzkim. W 1594 r. Dowland wyruszył w podróż po Europie.
Bardzo istotny dla rozwoju stylu muzycznego Dowlanda był jego pobyt we Włoszech. Przybył tam w 1595; został przyjęty w Wenecji przez księcia Ferdynanda I Medyceusza. Później przebywał w innych miastach Italii; spotkał się z Giulio Caccinim, kompozytorem i poetą, założycielem Cameraty florenckiej. Dzięki pobytowi we Włoszech i kontaktom z włoskimi artystami Dowland miał okazję poznać nowe formy muzyczne, m.in. włoski madrygał. Wpływ stylu włoskiego jest dostrzegalny w późnych utworach Dowlanda.
W 1596 kompozytor wyruszył znów w podróż i bezskutecznie próbował uzyskać stanowisko nadwornego lutnisty landgrafa heskiego. W 1598 został nadwornym lutnistą króla Danii – Christiana IV, w którego służbie pozostawał do 1606. W tymże roku Dowland powrócił do Anglii, ale tytuł nadwornego lutnisty królewskiego otrzymał dopiero w 1612 i zachował go do śmierci. Od 1621 nosił zaszczytny tytuł Doctor of Music.
Jako wirtuoz lutni tworzył przede wszystkim utwory na lutnię oraz pieśni z akompaniamentem lutni, które do dziś są znane (najbardziej popularną pieśnią Dowlanda jest Come Again, Sweet Love) i wykonywane również w różnych aranżacjach. Pieśni Dowlanda łączą w sobie nastrój angielskiej melancholii z typowo "kontynentalną" formą (rytmika taktowa, periodyczne rozczłonkowanie utworu), którą Dowland jako pierwszy wprowadził do muzyki angielskiej.
Dowland komponował także wartościową muzykę kościelną oraz utwory przeznaczone do wykonania przez zespoły instrumentów. W jego dorobku znalazły się trzy księgi pieśni oraz utwory instrumentalne, m.in. fantazje oraz Lachrimae or Seven Tears na pięć viol i lutnię. Jest także autorem traktatów teoretycznych poświęconych muzyce. Często jest uznawany za najwybitniejszego kompozytora angielskiego przed Henry Purcellem.

## Dzieła[4]
pieśni:
- First Booke of Songes or Ayres of Foure Partes with Tableture for the Lute – 21 pieśni z towarzyszeniem lutni lub violi da gamba (wyd. 1597)
- Second Booke of Songs or Ayres 20 pieśni z tow. lutni lub violi (wyd. 1600)
- Third and Last Booke of Songs or Aires- 21 pieśni z tow. lutni lub violi (wyd. 1603)
- A Pilgrimes Solace – 19 pieśni z tow. lutni i violi (wyd. 1612)

na lutnię:
- 1 preludium
- 7 fantazji
- 10 pawan
- 30 galliard
- 10 almand
- 10 tańców i cyklów wariacji

na zespół instrumentalny:
- 10 pawan
- 9 galliard
- 2 almandy na 5 viol i lutnię (wyd. 1604)

na zespół wokalny:
- 13 psalmów i pieśni religijnych 4- i 5-głosowych
- Lamentatio Henrici Noel (wyd. 1597)